# Національний реєстр рекордів України
«Національний реєстр рекордів України» (англ. National Register of Records of Ukraine) — проєкт у сфері реєстрації та популяризації українських та світових досягнень в Україні. Заснований 10 жовтня 1989 року.[джерело?]
Президент «Національного реєстру рекордів» — український спортивний журналіст та телеведучий Валентин Щербачов.
Експерти «Національного реєстру рекордів» попереджають, що спроби побити або встановити нові рекорди можуть бути небезпечними для здоров'я. Спроби встановити рекорд здійснюються кандидатом у рекордсмени лише під власну відповідальність, на свій страх і ризик.

## Історія
Історія створення «Національного реєстру рекордів» розпочалася у 1989 році. Початком стало хобі Валентина Щербачова колекціонувати дивовижні рекорди. Про таке незвичне захоплення Щербачова було відомо багатьом та далеко за межами України. Тому, коли на базі редакції головного в СРСР спортивного друкованого органу, газети «Советский спорт» було вирішено створити «Всесоюзний клуб незвичних рекордсменів» (рос. «Всесоюзный клуб необычных рекордсменов»), керівництво одразу ж запропонувало Щербачову його очолити. 10 жовтня 1989 року на запрошення газети «Советский спорт» він прибув до Москви, вислухав пропозицію та погодився. Крім того, Щербачов очолив «Клуб незвичних рекордсменів в Україні». З цього моменту його багаторічне хобі стало на ще одним напрямом професійної діяльності.
У 1989 році був офіційно зареєстрований перший рекорд. Сім моряків яхти «Ікар» з капітаном Борисом Неміровим 9 вересня 1987 року стартували з Миколаєва і через 327 днів, обійшовши земну кулю, повернулися в порт прописки. Вони стали першими в СРСР яхтсменами, що здійснили навколосвітню подорож на яхті.
У 2001 році екстрим-група «Equites» встановила рекорд, який і досі залишається недосяжним — заїзд автомобіля на 25-метрову вертикальну стіну будівлі. Під час реєстрації цього рекорду Валентин Щербачов познайомився з Віталієм Зоріним — мандрівником, журналістом та організатором екстремальних дійств, у тому числі, й даного рекорду.[джерело?]
У 2002 році Валентин Щербачов видав «Книгу незвичайних рекордів України», до якої увійшло 60 досягнень.
1 жовтня 2010 року Валентин Щербачов, Віталій Зорін та Владислав Рєзников — український науковець та мандрівник, — оголосили про перейменування проекту в «Національний реєстр рекордів» («НРР»). Завдяки об'єднаним зусиллям, а також залученню нових організаційних та технологічних ресурсів, «Національний реєстр рекордів» став одним із лідерів у реєстрації рекордів не лише в Україні, а й в Європі. У цьому ж році в Міністерстві юстиції України було зареєстроване інформаційне щорічне друковане видання «Національний реєстр рекордів України», завданням якого є інформування широкого загалу читацької аудиторії про офіційно зареєстровані рекорди українців.[джерело?]
10 жовтня 2019 року «Національний реєстр рекордів України» вручив сертифікат про встановлення рекорду чинному Президенту України Володимиру Зеленському за «найтривалішу у світі прес-конференцію президента країни».
Станом на 2024 рік, керівником «Національного реєстру рекордів України» є — Лана Вєтрова.

## Книга «Національний реєстр рекордів України»

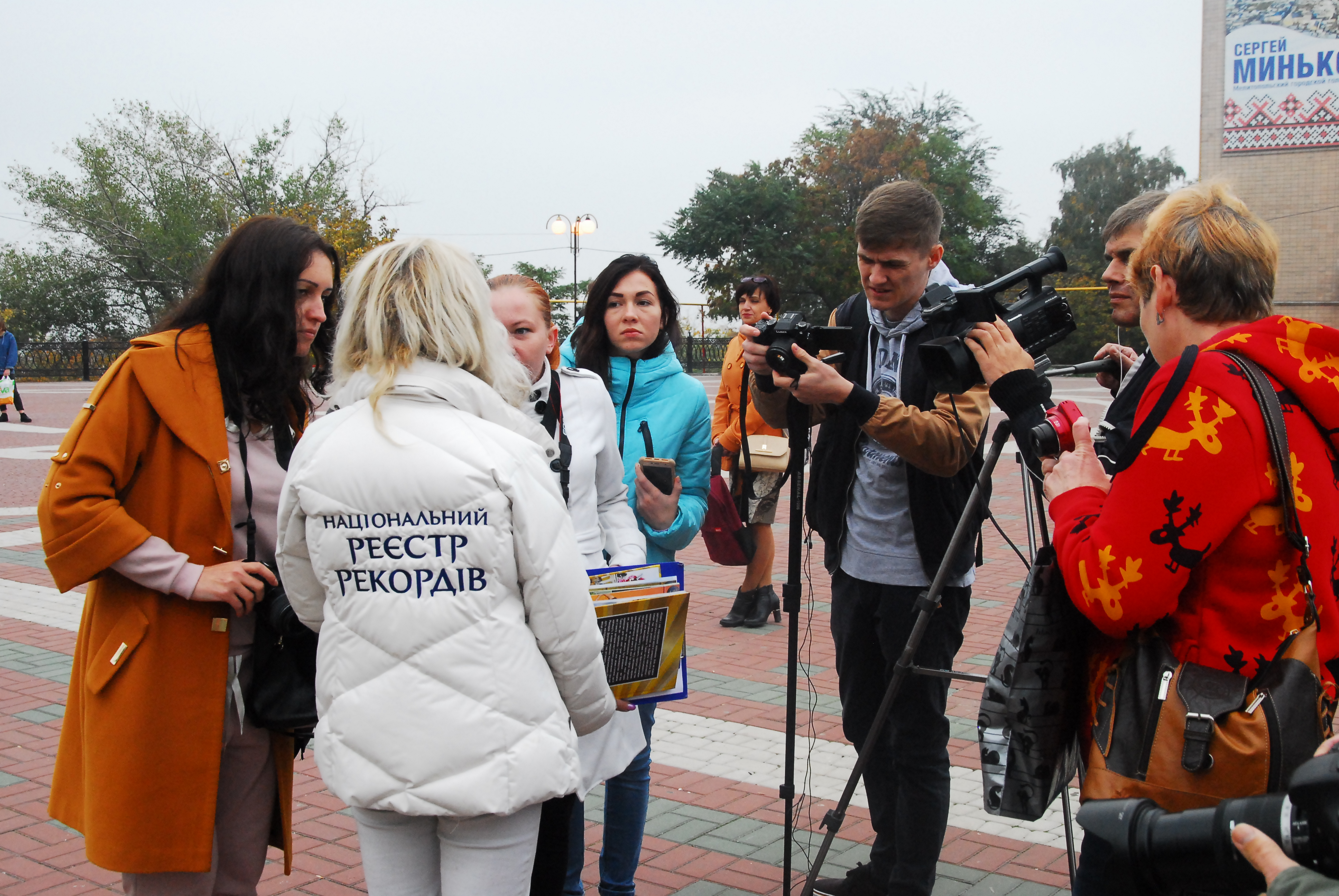

«Національний реєстр рекордів» щороку видає повноформатне друковане видання, яке є українським аналогом відомої в усьому світі «Книги рекордів Гіннеса». Книга містить ілюстровану інформацію про найбільш яскраві і незвичайні рекорди українців у всіх проявах та сферах життя. Уперше книга в даному форматі побачила світ у 2013 році. У 2014 році вийшло друком друге видання книги, до якого увійшло понад 150 національних і міжнародних рекордів, зареєстрованих експертами «Національного реєстру рекордів» упродовж року. Серед українських рекордів, що увійшли до книги, є й такі, що зареєстровані «Національним реєстром рекордів» спільно з «Книгою рекордів Гіннеса».

### Перше видання (2013)
У перше видання книги «Національний реєстр рекордів — 2013» увійшли досягнення українців, які пройшли офіційну процедуру реєстрації рекордів і внесені до «Національного реєстру рекордів України» у всіх категоріях суспільного життя — «Спорт», «Космос», «Сила», «Повітряні рекорди», «Колекції», «Діти», «Шоу-бізнес», «Масові досягнення», «Автомобілі», «Гастрономічні рекорди», «Все найменше» і «Все найбільше».
У кожному розділі відповідно до міжнародних правил і стандартів реєстрації рекордів, представлені документальні підтвердження фіксації всіх метрологічних даних.

### Друге видання (2014)
До другого видання книги «Національний реєстр рекордів — 2014» увійшло на третину більше зареєстрованих упродовж року досягнень, ніж до попереднього. У передмові до книги рекордів виступили українські знаменитості — Віталій Кличко, Олег Блохін, Сергій Бубка та Валентин Щербачов.
На сторінках книги «Національний реєстр рекордів України-2014» презентовано: понад 150 українських рекордсменів, понад 30 різних тем і розділів, понад 500 фотографій та ілюстрацій до встановлених рекордів.

### Третє видання (2016)
До третього видання книги «Національний реєстр рекордів — 2016» увійшло увійшло близько 400 рекордів з різних сфер, які встановлювали дорослі і діти протягом різних років.
Значуща за кількістю рекордів категорія «Мистецтво». З цікавинок тут «Найбільша колекція анімаційних персонажів з пластиліну», яка налічує 509 екземплярів, а також «Найбільший малюнок кульковою ручкою», в якому Олександр Кучерявий зобразив деталізоване вигадане місто розміром 4,5 м² з назвою «Міста&Села — Місто Мрій».